# Джуджыс (река)
Джуджыс (устар. Джуджас) — река в России, протекает по Сысольскому району Республики Коми, левый приток Сысолы.
Длина реки составляет 12 км. Течёт по лесистой, болотистой местности на север; крупнейший приток — Кыдзьшор (правый). Пересекает автодорогу Койгородок — Визинга, впадает в Сысолу в 196 км от её устья, в 1,5 км от села Гагшор.

## Данные водного реестра
По данным государственного водного реестра России относится к Двинско-Печорскому бассейновому округу, водохозяйственный участок реки — Вычегда от истока до города Сыктывкар, речной подбассейн реки — Вычегда. Речной бассейн реки — Северная Двина.
Код объекта в государственном водном реестре — 03020200112103000019331.

### Притоки (км от устья)
- 0,3 км: река Кыдзьшор (пр)